# Christian Simonis

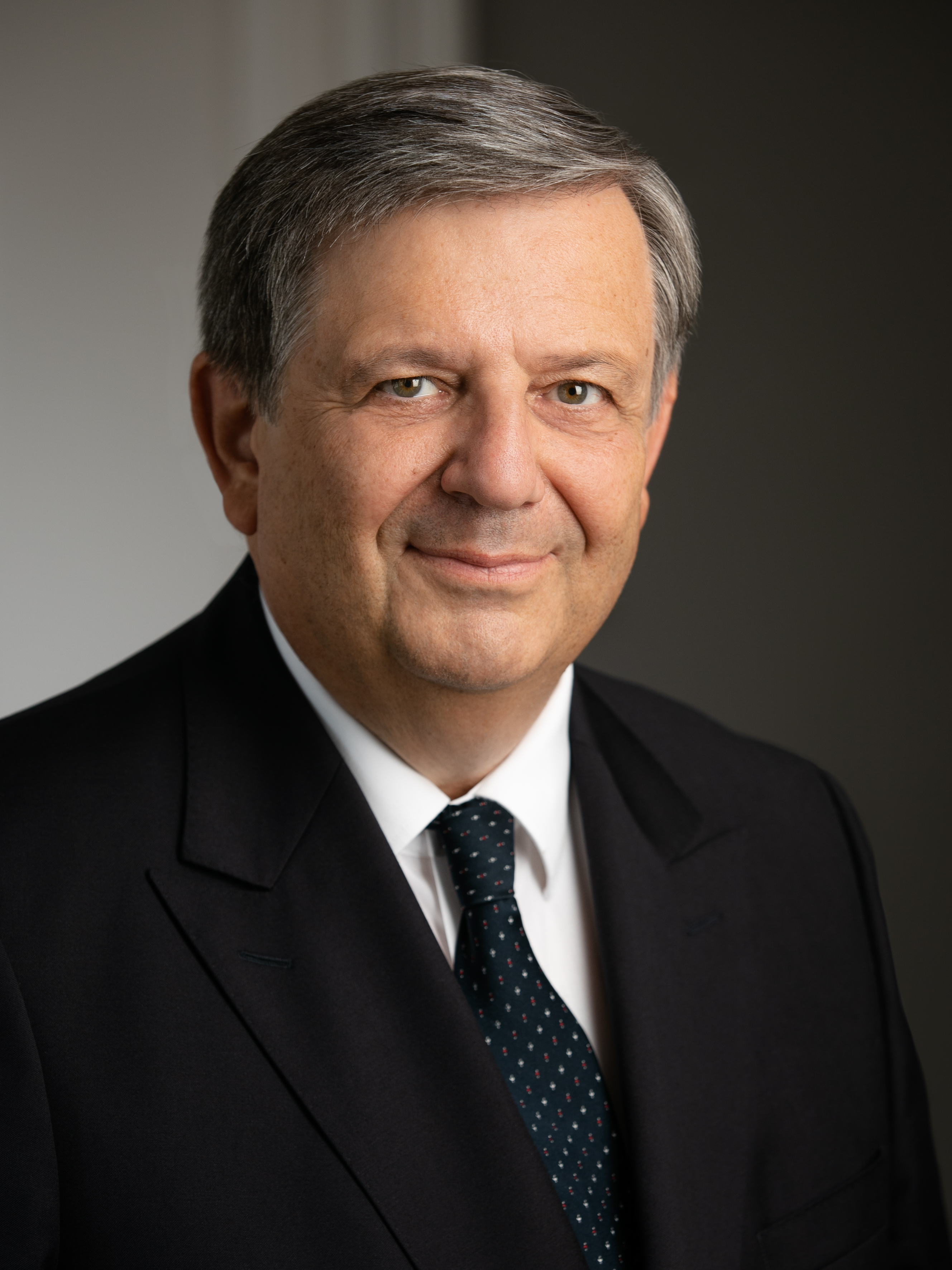
Christian Simonis

Christian Simonis (* 4. Juli 1956 in Wien) ist ein österreichischer Dirigent.

## Leben
Christian Simonis wurde 1956 in Wien geboren. Von 1966 bis 1970 war er Mitglied der Wiener Sängerknaben unter deren künstlerischen Leitern Ferdinand Großmann und Hans Gillesberger. Seine  Mitwirkung als Wiener Sängerknabe bei Konzerten, Opernaufführungen in der Wiener Staatsoper und Messen mit der Wiener Hofmusikkapelle unter Dirigenten, wie Josef Krips, Lorin Maazel, Argeo Quadri oder Berislav Klobučar erweckten in ihm den Wunsch, Dirigent zu werden.
Von 1970 bis 1975 besuchte Christian Simonis das Wiener Musikgymnasium. Dort erhielt er unter Förderung von Hans Zwölfer und Friedrich Lessky, erste Möglichkeiten, Chor und Orchester zu dirigieren. Er studierte an der Hochschule für Musik und darstellende Kunst (heute: Universität für Musik und darstellende Kunst Wien) und am Konservatorium (heute: Musik und Kunst Privatuniversität der Stadt Wien). Prägende Lehrer waren für ihn Richard Hochrainer (Schlagwerk) und Franz Eibner (Stimmführungsanalyse nach Heinrich Schenker). Seine dirigentische Ausbildung erhielt Simonis als Privatschüler von Hans Swarowsky, der ihn als eine „wienerische Urbegabung“ bezeichnete.
In seiner 40-jährigen Tätigkeit als Chefdirigent trug Christian Simonis die künstlerische Verantwortung für das Wiener Jeunesse-Kammerorchester (1973–1980), die Bad Reichenhaller Philharmoniker (1985–1990), das Göttinger Symphonie Orchester (1990–2005), die Mitteldeutsche Kammerphilharmonie (2005–2013) und von 2015 bis 2020 wieder für die Bad Reichenhaller Philharmoniker. Von 1990 bis 2005 war er auch Geschäftsführer des Göttinger Symphonie Orchesters. Mit dem Jahr 2000 gelang ihm die Höhergruppierung des Göttinger Symphonie Orchesters von der TVK-Gruppierung C nach B. Bereits zuvor schuf er in den Jahren 1985 bis 1990 für die Bad Reichenhaller Philharmoniker die Voraussetzungen für die Höhergruppierung des Orchesters von TVK D nach C, die 1991 erfolgte.
Simonis ist mit den verschiedenen Epochen und Genres der Musik vertraut. Auf seinen Konzertprogrammen standen Werke der Wiener Klassik, Romantik (z. B. zyklische Aufführungen der Sinfonien von Anton Bruckner, Jean Sibelius und Gustav Mahler) und der Musik des 20. Jahrhunderts (z. B. der Zweiten Wiener Schule). Ebenso setzte er wertvolle Impulse im Bereich der zeitgenössischen Musik und dirigierte eine Vielzahl von Uraufführungen. Die Verbindung von bekannten Werken einerseits und selten zu hörenden Werken andererseits waren ein Markenzeichen seiner Programmgestaltung. Seit 1978 begleitet die Entwicklung von Kinder- und Jugendkonzerten seinen musikalischen Weg. Die Zusammenarbeit mit den jeweiligen regionalen Musikschulen, Solisten, Chören und Orchestern prägte seine Tätigkeit als Chefdirigent.
Aus dem Bereich seiner CD-Einspielungen erhielt die Ersteinspielung des Oratoriums L’Apocalypse von Jean Françaix mit dem Göttinger Symphonie Orchester von Opera International die Auszeichnung Le Timbre de Platine.
1998 erschien eine CD mit Ersteinspielungen von Werken Joseph Hellmesberger senior und junior. Seit 2008 veröffentlichte das Label cpo unter seiner musikalischen Leitung und Programmgestaltung CDs mit Werken von Benjamin Bilse, Richard Eilenberg, Josef Gung’l, Carl Millöcker, Philipp Fahrbach senior und junior sowie Joseph und August Labitzky.
Über diese Reihe schrieb am 28. Juni 2024 der Musikkritiker Matthias Käther: „Seele der Aufnahme ist wieder mal der Wiener Dirigent Christian Simonis …  Gepriesen sei seine Reihe an rarer Tanzmusik des 19. Jahrhunderts bei cpo! … Die Alben bieten Unterhaltungsmusik, die einem vorher egal war und die man nach dem Hören kaum noch missen möchte.“
Im Herbst 2024 erschien die CD „Orchesterwerke“ von Thomas Daniel Schlee. Mit dieser Produktion hat Christian Simonis seine Tätigkeit als Dirigent beendet.

## Auszeichnungen
Zahlreiche Ehrungen sind Zeichen der Wertschätzung seiner Arbeit:
- Mozart-Interpretationspreis des österreichischen Kunstministeriums (1979)
- Goldene Ehrennadel der Stadt Bad Reichenhall (1990)
- Auszeichnung des Deutschen Musikverleger-Verbandes für „Bestes Konzertprogramm 1995/96“
- Kunstpreis des niedersächsischen Kunstministeriums (1996)
- Ernennung zum Generalmusikdirektor (2000)
- Ehrenmitglied des Deutschen Tonkünstlerverbandes (2008)
- Musikpreis des Landes Sachsen-Anhalt (2013)[2]
- Ehrenmitglied der „Johann Strauss Society of Great Britain“ (2020)
- Bürgermedaille der Stadt Bad Reichenhall (2022)

Christian Simonis ist seit 2004 Ehrenschirmherr (früher als „Ehrenprotektor“ bezeichnet) der „Deutschen Johann Strauss Gesellschaft“  und war von 2015 bis 2021 außerdem in deren Vorstand. Er war 1974 bis 1988 Präsident der Joseph-Haydn-Gesellschaft Wien und 2004 Gründungspräsident der Joseph-Lanner-Gesellschaft Wien.